# Anna Staroselski
Anna-Wera Staroselski (* 2. April 1996 in Stuttgart) ist eine deutsche Aktivistin und Kommunikationsberaterin. Sie setzt sich gegen Antisemitismus und Extremismus ein. Sie ist Sprecherin des Vereins WerteInitiative. jüdisch-deutsche Positionen, Vizepräsidentin der Deutsch-Israelischen Gesellschaft und ehemalige Präsidentin der Jüdischen Studierendenunion Deutschland.

## Leben und Wirken
Anna Staroselski ist 1996 als Tochter jüdischer Kontingentflüchtlinge aus der Ukraine in Stuttgart geboren und aufgewachsen. 2012 begann sie sich politisch im Jugendrat Stuttgart für junge Menschen in ihrem Stadtteil zu engagieren. 2014 wurde sie zur Sprecherin des Stuttgarter Jugendrats im Stadtteil Stuttgart-Süd gewählt. Darüber hinaus gestaltete sie bereits als Jugendliche das jüdische Gemeindeleben im Jugendzentrum der Israelitischen Religionsgemeinschaft Württembergs in Stuttgart mit. Sie besuchte Machanot-Ferienfreizeiten der Zentralwohlfahrtsstelle der Juden in Deutschland und machte dort eine Ausbildung zur Madricha.
Nach dem Abitur zog sie nach Berlin, wo sie ein Bachelorstudium an der Humboldt-Universität in den Fächern Geschichte und Russisch mit Lehramtsoption aufnahm. Staroselski ist als PR-Managerin und Kommunikationsberaterin tätig.
Zwischen 2019 und 2022 arbeitete Staroselski als Mitarbeiterin im Büro des Bundestagsabgeordneten Till Mansmann (FDP). 2020 trat sie in die FDP ein. Zwischen 2022 und 2023 war Staroselski im Büro der Bundestagsabgeordneten Linda Teuteberg (FDP) tätig. In dieser Zeit trat sie mehrfach öffentlich in Erscheinung, unter anderem bei Markus Lanz, in den Tagesthemen, bei Phoenix und im WDR und veröffentlichte zahlreiche Gastbeiträge zu den Themen Antisemitismus, Stärkung der Demokratie, Extremismusbekämpfung und jüdischen Lebensrealitäten in Deutschland. Als Sprecherin des deutsch-jüdischen Vereins WerteInitiative e.V. setzt sie sich für die Stärkung einer jüdischen Zukunft in Deutschland ein. Sie ist Vizepräsidentin der Deutsch-Israelischen Gesellschaft. Staroselski ist Präsidentin der Jüdischen Studierendenunion Deutschland.

## Positionen
Staroselski setzt sich für die Sichtbarkeit jüdischen Lebens in Deutschland ein und tritt offen als Jüdin in Deutschland in Erscheinung. Sie beschreibt Probleme der deutschen Gesellschaft mit Antisemitismus. Sie beschreibt sich selbst als Zionistin. In ihrem Gastbeitrag in der NZZ erklärt sie dazu: „Zunehmend wird palästinensischer Terror als Mittel des Protests legitimiert und versucht, den Zionismus-Begriff als eine Form des Extremismus umzudeuten. Dabei steht Zionismus für jüdische Emanzipation, das Recht auf Selbstbestimmung und für die Freiheit, in einer jüdischen Heimstätte zu leben, ohne diskriminiert zu werden. Israelis ist es seit der Staatsgründung Israels gelungen, ein neues selbstbewusstes Bild von Juden zu schaffen, die wehrhaft sind und für die «nie wieder» die Befreiung aus der Opferrolle, nie wieder Unterdrückung bedeutet.“
Staroselski spricht sich für eine klare Haltung gegen die AfD aus. In ihrem Gastbeitrag mit dem Titel unwählbar in der Jüdischen Allgemeinen schrieb sie dazu: „Rechtsextremismus ist in Teilen der AfD fest verankert. Die Springerstiefel wurden gegen Sakkos eingetauscht, jetzt soll auf demokratischem Weg unsere freiheitlich-demokratische Grundordnung ausgehebelt werden. Die gruppenbezogene Menschenfeindlichkeit tritt in neuem Gewand auf – »bürgerlich«.“
Wie auch die FDP fordert Staroselski, dass Migranten mit „antisemitischer Gesinnung“ die Einbürgerung verweigern werden sollte. Staroselski ist Mitunterzeichnerin eines offenen Briefs des Vereins Migrantinnen für Säkularität und Selbstbestimmung, der sich gegen die Ernennung von Ferda Ataman als Bundesbeauftragte für Antidiskriminierung richtet. In dem Brief wird Ataman vorgeworfen, „Gewalt und Diskriminierung innerhalb der Migrationsgesellschaft“ zu übergeben und Islamismus zu bagatellisieren.

## Rezeption
In der FAZ wurde Staroselski als das „prominenteste Gesicht der jungen jüdischen Generation in Deutschland“ beschrieben.
„Es ist sehr wenig Wissen da“, sagt die Studentin – und gibt Lanz dann einen mit titelte focus nach Staroselskis Auftritt bei Markus Lanz am 17. Oktober 2023.

## Auszeichnungen
Am Tag des Grundgesetzes, dem 23. Mai 2022, wurde Staroselski vom Bündnis für Demokratie und Toleranz der Bundeszentrale für Politische Bildung durch den Bundesjustizminister Marco Buschmann und die Bundesinnenministerin Nancy Faeser als Botschafterin für Demokratie und Toleranz ausgezeichnet.
2023 zeichnete Capital Staroselski mit der Ehrung „Deutschlands Top 40 unter 40“ aus.